# Andreas Jungblut
Johann Andreas Jungblut (* 23. Januar 1791 in Erbenheim; † 17. Februar 1859 ebenda) war ein deutscher Schultheiß und Mitglied des Nassauischen Landtags.

## Leben
Andreas Jungblut wurde als Sohn des Landwirts Johann Heinrich Jungblut (1763–1842) und dessen Ehefrau Elisabeth Margaretha Koch (1764–1814) geboren. Er betrieb in seinem Heimatort eine Landwirtschaft und war dort Schultheiß (heute Bürgermeister). 1839 erhielt er aus der Gruppe der Grundbesitzer des Wahlkreises Wiesbaden ein Mandat für die Zweite Kammer des Nassauischen Landtags. Er blieb bis 1845 im Parlament. 